# شيرين قنديل
شيرين قنديل (مواليد 19 يوليو 1994) هي لاعبة كرة قدم مغربية، تلعب في خط الدفاع كمدافعة للمنتخب المغربي، وفريق الفتح الرياضي الرباطي. لعبت في موسم 2017-18 من الدوري التركي للسيدات مع نادي بشيكتاش، حيث ظهرت في ثماني مباريات وسجلت ثلاثة أهداف. تم استدعاؤها للمنتخب المغربي الوطني تحت 20 عاماً للتحضير لبطولة تصفيات كأس العالم للسيدات تحت 20 سنة الإفريقية عام 2014، وسجلت الهدف الوحيد لفريقها في المباراة ضد تونس.